# Limpopo (rijeka)
Limpopo je rijeka na jugu Afrike, koja teče kroz Južnoafričku Republiku, Bocvanu, Zimbabve i Mozambik. Duga je 1.750 km, površina porječja joj je 415.000 km², a prosječni istjek joj je 170 m³/s. Limpopo je, poslije Zambezija, druga po veličini afrička rijeka koja se ulijeva u Indijski ocean.

## Tok
Rijeka nastaje spajanjem rijeka Marico i Crocodile. Limpopo čini 640 km dugu državnu granicu između Južnoafričke Republike na jugu te Bocvane i Zimbabvea na sjeveru. Ulijeva se u Indijski ocean u Mozambiku. Na rijeci postoji nekoliko vodopada, većinom u njenom gornjem toku.

## Vanjske poveznice

### Ostali projekti
|  | Zajednički poslužitelj ima još gradiva o temi Limpopo (rijeka) |